# Plaza del Anfiteatro
La plaza del anfiteatro (en italiano "Piazza dell'Anfiteatro") es una plaza de la ciudad toscana de Lucca (Italia), construido sobre las ruinas del antiguo anfiteatro romano (siglo II d. C.), que determina la forma elíptica cerrada característica de la plaza.
La plaza nació en la Edad Media, en este período fue llamada "parlascio", una deformación de la palabra latina paralisium ("teatro"), que por la influencia de la palabra "parlare" (hablar en italiano), se decía que indicaba el lugar donde se celebraban reuniones públicas. Progresivamente con el paso de los años se fueron construyendo distintos tipos de construcciones: almacenes, polvorines y cárceles entre otros.
En el siglo XIX el arquitecto luchesi Lorenzo Nottolini decidió una recuperación de la estructura urbana antigua de la ciudad. La zona del anfiteatro fue despejada y se abrió la "vía del anfiteatro" de perfil elíptico y que rodea los edificios en torno a la plaza. El nuevo espacio urbano fue utilizado para el mercado de la ciudad (Mercado de víveres), hasta que en la primera mitad del siglo XX la sede del mercado se trasladó al mercado Carmine.
Hoy en día, el perímetro de la plaza se halla aproximadamente a 3 metros del antiguo anfiteatro romano. En algunas de las tiendas aún hoy son visibles las estructuras arquitectónicas de la época republicana. El acceso a la plaza es posible a través de cuatro puertas, pero solo una de ellas (la más baja) es similar a las originales.

Panorama de la Plaza del Anfiteatro.

- Datos: Q1067038
- Multimedia: Piazza dell'Anfiteatro (Lucca) / Q1067038